# María Asquerino

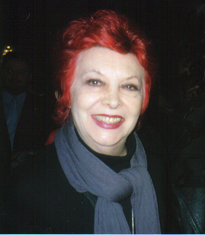
María Asquerino (2000)

María Asquerino (geboren als María Urdiaín Muro; * 25. November 1925 in Madrid; † 27. Februar 2013 ebenda) war eine spanische Schauspielerin. Sie war die Tochter des Schauspielers Mariano Asquerino (1889–1957).
Asquerino hatte ihren ersten Theaterauftritt mit 13 Jahren und ihren ersten Filmauftritt im Jahr 1941 (Porque te vi llorar). Für ihren Auftritt in El mar y el tiempo wurde sie 1990 mit dem Goya als beste Nebendarstellerin ausgezeichnet.

## Filmografie (Auswahl)
- 1956: Blutige Arena (Tarde de toros)
- 1977: Dieses obskure Objekt der Begierde (Cet obscur objet du désir)
- 1978: Der Tiefstapler
- 1978: Orgie des Todes (Enigma rosso)
- 2000: Allein unter Nachbarn (La comunidad)
- 2006: The Baby’s Room (Películas para no dormir: La habitación del niño)